# Gerónimo Pellerano
Gerónimo Bautista Pellerano Álvarez (* 2. Juli 1927 in Santiago de los Caballeros; † 25. März 1991 in Santo Domingo) war ein dominikanischer Sänger (Tenor).

## Leben und Wirken
Pellerano hatte Gesangsunterricht bei Dora Merten am Conservatorio Nacional de Música sowie bei Mario Ferretti und Carlos Crespo an der Academia de Canto de la Voz Dominicana. 1949 Jahre trat er mit Antonio Mesa im Teatro Paramount und mit Tirso Guerrero im Teatro Independencia auf und unternahm eine Konzertreise mit der kolumbianischen Sängerin María del Rey.
In einem Film von Voz Dominicana trat er mit Milagros Lanty und der Tänzerin Florens Zamora auf, und wie viele andere Musiker förderte ihn der Rundfunksender durch die Aufnahme in seine Programme. Ersten Erfolg hatte er mit dem Lied En dónde estás von Marcos Villanueva. 1954 debütierte er im dominikanischen Fernsehen mit der Zarzuela La bruta del palmar nach einem Text von Pedro María Archambault und komponiert von Julio Alberto Hernández.
1957 sang Pellerano den Edgardo in der Oper Lucia di Lammermoor neben Tony Curiel, Violeta Stephen, Armando Recio, Reynaldo Hidalgo und Gladys Brens. Auf einer LP sang er mit dem Orchester von Rodolfo Manzano, dem Trio Los Juglares und Cesar Peña und seiner Gruppe. Unter anderem nahm er die Stücke Irresistible und La noche que te conocí von Federico Asmar Sánchez sowie Corazón herido und El artista von Margot Rojas Mendoza auf.